# Fiesta del Pan y del Queso
La Fiesta del Pan y del Queso es una romería que cada 6 de agosto se celebra en la villa de Quel, en La Rioja (España). 

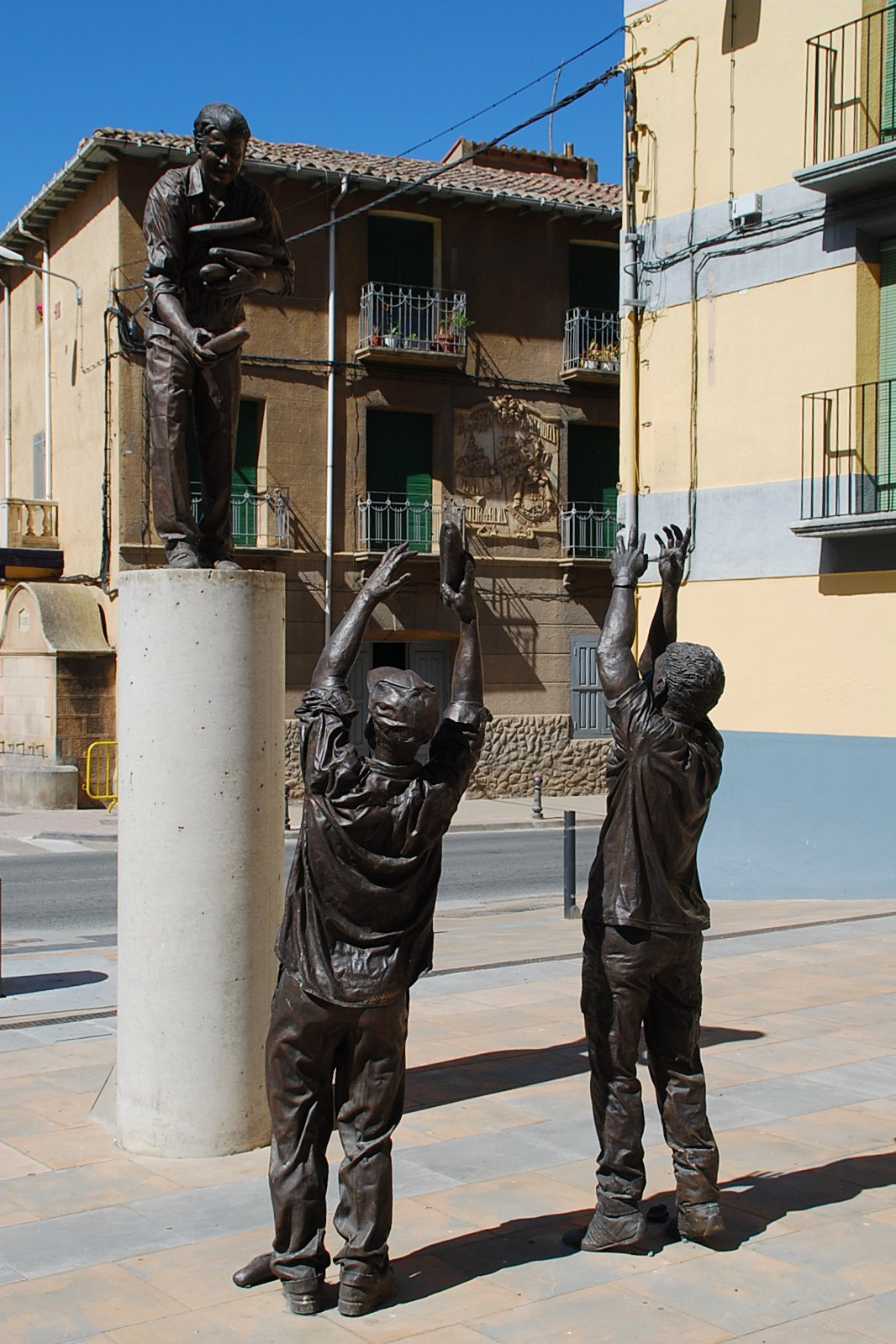
Escultura conmemorativa

Se desarrolla junto a la ermita del Santo Cristo de Quel, desde la que se lanza pan y queso a quienes esperan para recogerlo.
Originaria de 1479, posee la peculiaridad de ser una de las fiestas más antiguas de la península ibérica, estando a su vez también entre aquellas pocas que pueden demostrar su celebración ininterrumpidamente desde su fundación hasta la actualidad.[cita requerida] Tiene la categoría de Interés Turístico Nacional y Medalla de La Rioja 2015. 

## Desarrollo
Se sube en procesión por la carretera hasta la ermita del Santo Cristo de Quel, donde se celebra una misa en honor al Cristo de la Transfiguración, durante la cual se puede escuchar la lectura de la carta de fundación de la Fiesta. Tras ella, los doce cofrades y el abad encargados de organizar el reparto comparten un almuerzo, hasta que cerca de las 11:30 comienzan a lanzar a los miles de personas congregadas en la esplanada, desde el balcón de la ermita, unos 2000 bollos de pan y 50 kg de queso repartido en raciones.

## Historia
La carta fundacional de la fiesta narra cómo en 1479, por causa de un brote de peste, la población del municipio se mermó, por lo que los que allá quedaban se encomendaron a Cristo, la Virgen María y los santos. A partir de ese día no murieron sino dos o tres más. 
En memoria del hecho milagroso, decidieron ir hasta la Ermita de Santa Cruz (a un kilómetro del centro de la Villa) y llevar allá pan, queso y vino para dar en caridad, por siempre jamás, cada seis de agosto, día en que sucedieron estos hechos.
Para ello se constituyó una Cofradía de trece hermanos (en memoria de los doce apóstoles y de Cristo), que son los encargados de organizar y sufragar los actos de la fiesta.  
En 2004 fue declarada de Interés Turístico Regional.
El 20 de febrero de 2015 se anunció la declaración como Fiesta de Interés Turístico Nacional. (BOE» núm. 49, de 26 de febrero de 2015, páginas 18543 a 18543)
Así mismo, el 9 de junio de 2015, día de la Comunidad Autónoma de La Rioja le fue impuesta, a manos del presidente Pedro Sanz, la Medalla de La Rioja 2015. 

En el mes de febrero de 2019 se hizo público el robo, en extrañas e inexplicadas circunstancias, de los dos tomos principales del archivo histórico de las actas de la Cofradía. Presuntamente fueron sustraídos del coche de un cofrade, aparcado en una céntrica calle logroñesa, mientras este se encontraba en bares de la zona. Nunca se ha llegó a aclarar lo sucedido.

## Cofradía
La cofradía se encarga de organizar el evento y de ella doce personas se encargan del reparto. Estos puestos de cofrade suelen sucederse de padres a hijos (en el modo tradicional de sucesión en Castilla) entre las familias de la Villa. Todavía hoy en día se pueden encontrar en esta Cofradía algunos descendientes directos de los cofrades de los SS XVI y XVII, con tradicionales apellidos de la Villa de Quel, como Oñate, Calatayud, Sigüenza o Sáenz.
En el año 2004 una mujer accedió, por primera vez, a la cofradía. A pesar de esta novedad, la cofradía vela para que en todo se cumpla la tradición, que es la base de la fiesta, y el protocolo marcado para ella.